# Маэстро (миньон)
«Маэ́стро» («Маэ́стро / Дежурный ангел») — сингл Аллы Пугачёвой, выпущенный в СССР фирмой «Мелодия» в июле 1981 года; релиз был издан в преддверии пятого студийного альбома певицы «Как тревожен этот путь». Согласно официальной дискографии Пугачёвой данный релиз является её 10-м синглом.

## О сингле
Заглавная песня «Маэстро», давшая название релизу является одной из самых известных и популярных песен в репертуаре Аллы Пугачёвой. Эта песня явилась первым результатом сотрудничества певицы с композитором Раймондом Паулсом. Илья Резник, автор стихов, уже работал с Аллой Пугачёвой и ко времени создания песни уже был соавтором нескольких хитов в репертуаре певицы. В дальнейшем, до середины 1980-х годов, плодотворный творческий тандем Раймонд Паулс — Илья Резник создал немало популярных песен, — и не только для Аллы Пугачёвой, но и для других звёзд советской эстрады. За песню «Маэстро» Алла Пугачёва и авторы песни в 1981 году стали лауреатами ежегодного эстрадного телевизионного фестиваля «Песня года» (Песня-81).
Помимо твёрдой пластинки, песня «Маэстро» вышла также на одноимённой гибкой пластинке в моноварианте за месяц до издания данного сингла, в июне 1981 года. Однако релизы отличаются оборотной стороной: на гибкой пластинке разместились две песни из вышедшего в 1980 году альбома «Поднимись над суетой», тогда как на миньоне — новая песня «Дежурный ангел» (она также вышла отдельным релизом на гибкой пластинке через месяц, в августе 1981 года).
Обе песни, изданные на пластинке, вошли в пятый студийный альбом Аллы Пугачёвой «Как тревожен этот путь», который был выпущен в сентябре 1982 года. В том же году увидел свет альбом Раймонда Паулса «У нас в гостях Маэстро»; в нём песня «Маэстро» звучит в концертном исполнении.

## Список композиций
Все тексты написаны Ильёй Резником.
| №                   | Название            | Музыка              | Аккомпанемент | Длительность |
| ------------------- | ------------------- | ------------------- | --- | ------------ |
| 1.                  | «Маэстро»           | Раймонд Паулс       | Эстрадный оркестр лёгкой и джазовой музыки телевидения и радио Латвийской ССР, руководитель и дирижёр Раймонд Паулс | 5:40         |
| Общая длительность: | Общая длительность: | Общая длительность: | Общая длительность:                                                                                                 | 5:40         |

| №                   | Название            | Музыка              | Аккомпанемент                                                    | Длительность |
| ------------------- | ------------------- | ------------------- | ---------------------------------------------------------------- | ------------ |
| 1.                  | «Дежурный ангел»    | Алла Пугачёва       | Инструментальный ансамбль «Рецитал», руководитель Александр Юдов | 4:33         |
| Общая длительность: | Общая длительность: | Общая длительность: | Общая длительность:                                              | 4:33         |

## Участники

### Музыканты
- Вокал — Алла Пугачёва
- Аккомпанирующий состав:
  - «Маэстро» — Оркестр Латвийского радио под управлением Раймонда Паулса
  - «Дежурный ангел» — группа «Рецитал» под управлением Александра Юдова

### Технический персонал
- Редактор — В. Рыжиков
- Художник — Ю. Лоев
- Фотографы — А. Малахина, Н. Хомутова

## Тиражи альбома по заводам-изготовителям
- Апрелевский завод — 400 000 (зак. 50)[3][4]
- Ленинградский завод:
  -  — 20 000 (зак. 1278) — первое издание[5][6]
  -  — 20 000 (зак. 727) — второе издание[7][8]
  -  — 100 000 (зак. 53) — третье издание[9][10]
- Ташкентский завод — 105 600 (зак. 945)[11][12]